# Віш (Північна Фризія)
Віш (нім. Wisch) — громада в Німеччині, розташована в землі Шлезвіг-Гольштейн. Входить до складу району Північна Фризія. Складова частина об'єднання громад Нордзе-Трене.
Площа — 3,05 км2. Населення становить 118 ос. (станом на 31 грудня 2020).